# Selinunt (Cilícia)
Selinunt (grec antic: Σελινοῦς) fou una ciutat de l'oest de Cilícia a la desembocadura del riu Selinunt (modern Selenti). És famosa perquè hi va morir l'emperador Trajà l'any 117. Llavors fou rebatejada Trajanòpolis, però més tard va recuperar l'antic nom, car els bisbes de la ciutat al segle iv són anomenats bisbes de Selinunt. Fou una ciutat comercial que va tenir certa importància al segle i aC i segle i dC, però després va anar decaient. En resten les restes d'un mausoleu, una àgora, un teatre, un aqüeducte i algunes tombes.